# 皇家香港軍團（義勇軍）軍團警察
皇家香港軍團（義勇軍）軍團警察（The Royal Hong Kong Regiment (The Volunteers) Regimental Police，RHKR(V)RP）是團級單位內負責內部保安工作的部隊。軍團警察一樣需要接受軍事技能訓練，不同於其他皇家香港軍團（義勇軍）志願兼職的團員，軍團警察是軍內其中一支全職工作的部隊。

## 職責
- 協助駐港英軍執行英軍通緝令
- 維持義勇軍軍團內紀律秩序
- 協助駐港英軍執行英國國防部指令
- 參與皇家香港軍團（義勇軍）軍團的行動
- 管制車輛